# Heilig Hartkerk (Zele)

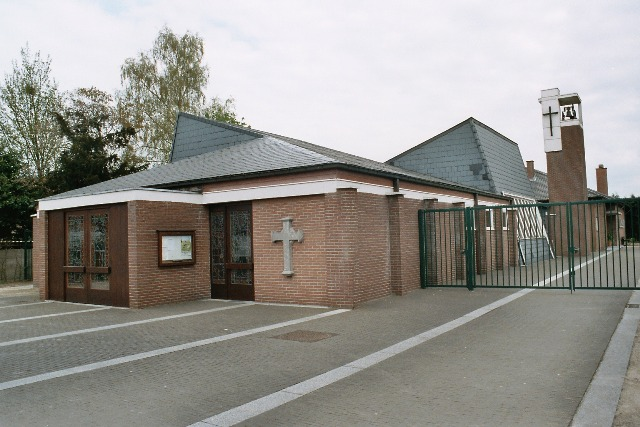
Heilig Hartkerk

De Heilig Hartkerk is de parochiekerk van het gehucht Durmen in de Oost-Vlaamse gemeente Zele. De kerk ligt aan de gelijknamige straat Durmen.

## Geschiedenis
In 1888 werd hier een kerk gebouwd in neogotische stijl, naar ontwerp van Jan Haché, terwijl Durmen in 1896 werd verheven tot zelfstandige parochie. De kerk werd in 1975 gesloopt en in hetzelfde jaar begon men met de bouw van een nieuwe kerk, die in 1976 werd ingewijd.
In 2006 werd nog een torenuurwerk en een kleine beiaard toegevoegd.

## Gebouw
Het betreft een lage bakstenen zaalkerk in de stijl van het naoorlogs modernisme. De kerk heeft een half aangebouwde bakstenen klokkentoren.
In het interieur zijn enkele objecten uit de oude kerk hergebruikt, zoals de glas-in-loodramen die in 1908-1909 door Joseph Osterrath werden vervaardigd. Ook het altaar van 1900 en de eerste steen van de oude kerk uit 1888 werden in de nieuwe kerk gebruikt.